# Asgard (Marvel Comics)
Asgard é um reino fictício dentro do Universo Marvel baseado em Asgard da mitologia nórdica e é lar dos asgardianos e de outros seres da mitologia citada. Asgard apresenta proeminência nas histórias do deus nórdico Thor. 
Atualmente existe a nova Asgard que fica em Tonsberg na Noruega.

## História fictícia
De acordo com a lenda asgardiana, no início não havia nada, mas a tempo dois mundos surgiram em lados opostos do vácuo. O para o norte foi chamado de Niflheim, um mundo de nuvens e sombras em cujo centro surgiu a fonte Hvergelmir, a partir da qual fluíram doze rios de gelo. O para o sul foi chamado de Muspelheim, que fervilhava com rios de fogo. Eventualmente, o ar quente do sul esculpiu o gigante de gelo Ymir do gelo no norte. Ymir se tornou o pai de todos os gigantes, e sua vaca Audumbla lambeu do gelo do primeiro asgardiano, Búri. Búri teve um filho chamado Borr, que se casou com a giganta Bestla. Borr e Bestla tiveram três filhos: Odin, Vili e Vé, que eram conhecidos como os Æsir. Odin e seus irmãos cresceram odiando os gigantes e mataram Ymir, e seu sangue formou um grande mar. Odin e seus irmãos, então, levantaram o corpo de Ymir do mar e criaram Midgard, entre Niflheim e Muspelheim. Com os ossos de Ymir eles criaram as montanhas, e com os cabelos eles criaram as árvores. Eles, então, levantaram o crânio de Ymir sobre quatro pilares para criar os céus. Dentro do crânio, continham faíscas de Muspelheim, que tornaram-se o Sol, a Lua e as estrelas. Quando Midgard estava completa, Odin e seus irmãos criaram um lar para eles acima que chamaram de Asgard. Entre os dois mundos, eles estenderam uma ponte do arco-íris e a chamaram de Bifrost.
Uma vez por anos, Odin deve realizar o Sono de Odin para recuperar sua força. Durante este tempo, Asgard fica vulnerável a ataques de seus muitos inimigos, principalmente do filho adotivo de Odin, Loki. Loki primeiro assume o comando de Asgard durante o Sono de Odin usando seu direito como "filho" de Odin antes de Thor poder reclamar, mas fugiu quando Asgard foi invadida por Mangog. Loki depois usurpou o trono de Asgard tomando o Anel de Odin, mas fugiu novamente quando Asgard foi invadida pelo demônio do fogo Surtur.
O trono de Asgard mais tarde passou para Thor, depois de Odin ser morto em batalha por Surtur, quando o demônio invade Midgard.
Foi profetizado que Loki levaria os inimigos de Asgard a um conflito final conhecido como Ragnarök, o que levaria à sua destruição. Isso veio a acontecer quando Loki obtém a forja que criou Mjölnir e cria novos martelos de uru para o seu exército. A integridade de Asgard e seus habitantes foi destruída na batalha resultante.
Depois do Ragnarök, Donald Blake desperta Thor do "Vazio da Não Existência". Thor retorna à Midgard e reconstrói Asgard em Broxton, Oklahoma, comprando a terra com o ouro do tesouro. Thor vai restaurar os asgardianos, que renasceram em corpos de homens e mulheres mortais.
O local de Asgard em Midgard faz da cidade um alvo durante a Invasão Secreta pelos Skrulls, liderados pelo Superskrull chamado Matador de Deuses, cujos poderes eram os de Tundra, Titânia, Vulcana e Battleaxe. Os alienígenas são repelidos pelo aliado de Thor, Beta Raio Bill.
Asgard é destruída mais uma vez depois de Norman Osborn assumir o controle da SHIELD após a Invasão Skrull, buscando expulsar Asgard do solo norte-americano como um esforço para consolidar o poder. Osborn leva os Vingadores Sombrios a uma invasão à Asgard conhecida como o Cerco. As forças invasoras são derrotadas com a ajuda dos Vingadores reunidos, apesar de Asgard em si ser derrubado pelo Sentinela. Imediatamente após o Cerco, Thor reergue o observatório de Heimdall sobre a Torre Stark como sinal de solidariedade a Midgard e apreço pela ajuda dos Vingadores.
Thor restaura Odin ao trono quando os Nove Reinos são invadidos pelos "Comedores de Mundo". No entanto, após Thor e o irmão de Odin há muito esquecido, Cul, matarem uns aos outros em batalha durante o evento Fear Itself, Odin passa o controle de Asgard para Vanir, lideradas pela "Mãe de Todas", um triunvirato de divindades femininas consistida de Freya, Gaia e Iduna. A empresa de Tony Stark, Resilient Stark, então reconstrói Asgard sobre Broxton, Oklahoma, onde é rebatizada como "Asgardia".

## Regiões
A dimensão asgardiana contém várias regiões distintas.

### Os Nove Mundos (ou Reinos)
| Mundo (ou Reino) | Notas |
| ---------------- | --- |
| Alfheim          | Lar dos Elfos da Luz (Ljósálfar). Alfheim é uma região distinta no planetoide de Asgard. |
| Asgard           | Lar dos asgardianos. Asgard é o planetoide. Uma região distinta no planetoide e sua capital. |
| Hel              | Reino dos mortos que não eram honrados nem desonrados. Governado por Hela. |
| Jotunheim        | Lar dos Gigantes (Jotun). |
| Midgard          | Midgard é o plano de existência da Terra. Embora tecnicamente não faça parte da dimensão asgardiana, é considerado um dos Nove Mundos pelos asgardianos por causa de suas conexões significativas a Asgard. |
| Muspelheim       | Lar dos Demônios. Governado por Surtur. |
| Nidavellir       | Lar dos Anões. Nidavellir é uma região distinta no planetoide de Asgard. |
| Svartalfheim     | Lar dos Elfos Sombrios (Svartálfar). |
| Vanaheim         | Lar das Vanir, a raça irmã dos asgardianos. Vanaheim é uma região distinta no planetoide de Asgard. |

### Outras regiões
| Região   | Notas                                                                     |
| -------- | ------------------------------------------------------------------------- |
| Niflheim | Reino dos mortos desonrados; é diferente mais estreitamente ligado a Hel. |
| Valhalla | Reino dos mortos honrados e uma região distinta do planetoide de Asgard.  |

## As seis raças
As seis raças de seres humanoides conhecidas que residem na dimensão asgardiana.
| Raça        | Raça           | Membros conhecidos |
| ----------- | -------------- | --- |
| Asgardianos | Æsir           | Amora, a Encantor, Balder, Borr, Búri, Brünhild, Fandral, Frigga, Hermod, Hildegarde, Hoder, Kelda, Lorelei, Magni, Mímir, Odin, Skurge, o Executor, Thor, Tyr, Vidar, Vili, Vé, Volla, Volstagg |
| Asgardianos | Vanir          | Frey, Freya, Heimdall, Iduna, Njord, Sif, Sigyn |
| Demônios    | Demônios       | Hrinmeer, Skulveig, Surtur |
| Anões       | Anões          | Alfrigg, Brokk, Dvalin, Eitri, Grerr, Throgg |
| Elfos       | Elfos Sombrios | Alflyse, Grendell, Kurse, Malekith |
| Elfos       | Elfos Luz      | Aeltri, Hrinmeer |
| Gigantes    | Gigantes       | Angerboda, Fafnir1, Fasolt, Gerda, Gymir, Hela, Laufey, Loki, Siingard, Skadi, Skurge, o Executor, Solveig, Utgard-Loki, Vidar, Ymir                                                             |
| Trolls      | Trolls         | Geirrodur, Ulik |
| Outros      | Outros         | Hogun, Hrimhari, Karnilla, Mogul da Montanha Mística, Os Três Norns (Urd, Skuld r Verdandi) |

↑1 Não confundir com o dragão Fafnir.

## Atributos raciais
Embora eles pareçam humanos, todos os asgardianos possuem certas características físicas sobre-humanas. Eles são extremamente longevos (embora não puramente imortais como os seus homólogos do Olimpo), envelhecendo em uma taxa extremamente lenta na idade adulta (através do consumo periódico dos pomos de ouro de Iduna). A carne e os ossos dos asgardianos são três vezes mais densos do que o tecido humano semelhante, contribuindo para a sua força sobre-humana e peso. Um homem comum asgardiano pode levantar 30 toneladas; uma mulher asgardiana mediana pode levantar cerca de 25 toneladas. Os asgardianos são imunes a todas as doenças terrestres e resistentes a lesões convencionais. O metabolismo dos asgardianos lhes confere resistência sobre-humana em todas as atividades físicas.
Demônios são seres de fogo e tendem a ter a mesma estatura dos asgardianos.
Os anões são menores em estatura em relação aos asgardianos, e têm corpos curtos e fortes. Sua altura média é de 1,2 metros.
Os elfos variam muito em tamanho (de 1,2 a 2,4 metros). Eles tendem a ter corpos delgados e membros proporcionalmente mais longos. Os elfos sombrios tendem a ser de cor mais escura do que os elfos luz. Ambos os tipos têm propensão natural à magia.
Os gigantes são basicamente humanoides em aparência e cor, embora eles tendem a ser neandertálicos no corpo e na estrutura óssea. Sua característica mais marcante é a sua altura. O gigante mede, em média, 6 metros de altura, embora alguns possam chegar a 9 metros. Às vezes, gigantes produzirão descendentes atrofiados que se assemelham aos asgardianos. Loki e o Executor são ambos filhos de gigantes, apesar de seus 1,8 ou 2,1 metros de estatura.
Trolls são os que têm menos aparência humana dos habitantes de Asgard, possuindo características de corpo quase simiesca. Trolls são encorpados e maciços, têm pelos corpóreos grossos e tendem a uma cor avermelhada laranja. Eles são, em média, mais altos do que os asgardianos mas menores do que os gigantes (cerca de 2 metros de altura, embora alguns trolls sejam consideravelmente mais altos). Trolls tendem a ser extremamente fortes, mais fortes do que um asgardiano médio, anão ou elfo e em pé de igualdade com os gigantes.

## Flora e Fauna

### Flora
Yggdrasil, a árvore do mundo, é um freixo imenso que é central à dimensão asgardiana. A árvore é apoiada por três raízes que se estendiam até outros mundos: uma à nascente de Hvergelmir em Niflheim, uma ao poço de Mímir em Jotunheim e outra ao poço de Urd em Asgard. Apesar de Midgard não estar fisicamente conectado à Yggdrasil, diz-se que o eixo da Terra está em alinhamento com a árvore. Na série limitada Thor: Blood Oath, Thor e os Três Guerreiros são enviados para recuperar os pomos de ouro dos ramos da árvore. Uma vez, Odin se enforcou na árvore por nove dias e nove noites como um sacrifício para ganhar o conhecimento das runas. Thor repetiu esta ação durante o Ragnarök. Mais tarde, Amora, a Encantor tentou destruir a árvore em um esforço para libertar o corpo de Skurge, o Executor de suas raízes, uma ação que quase rasgou o tecido da realidade.

### Fauna
- Dragões são criaturas antigas que diz-se viverem em Náströnd. Estes incluem Fafnir, Hakurel, um dragão que Thor matou durante suas primeiras aventuras, e Nidhogg, que se alimentava das raízes de Yggdrasil.[25]
- As águias são versões mais sapientes que suas contrapartes terrestres. Incluem-se Gnori, rei das águias da neve, de quem o jovem Thor, Sif e Balder pegaram uma pena como parte de uma missão, e Lerad, uma águia que guardas os pomos mágicos de Yggdrasil. Volstagg conseguiu roubar um pomo derrotando Lerad num concurso de bebida.[25]
- O Lobo Fenris é um lobo gigante dito como sendo filho de Loki com a giganta Angrboda. Durante o Ragnarök, Fenris engoliu todos os restos de Asgard após da batalha final.[28]
- Geri e Freki são os lobos de estimação de Odin.
- Hugin e Munin são os corvos de estimação de Odin.
- Serpente de Midgard é uma imensa serpente que viva no Mar do Espaço ao redor de Midgard.
- Ratatosk é um esquilo que viva na Yggdrasil e carrega mensagens entre Lerad e Nidhogg.
- Sleipnir é o corcel de oito patas de Odin.
- Toothgnasher e Toothgrinder são duas cabras míticas que puxam a carruagem de Thor.

## Em outras mídias

### Televisão
- Asgard aparece em Homem-Aranha e Seus Amigos no episódio A Vingança de Loki.
- Asgard aparece em Esquadrão de Heróis.
- Asgard aparece em Vingadores: Os Super-Heróis Mais Poderosos da Terra.

### Cinema
- Asgard é cenário da animação Hulk Vs. Thor.
- Asgard é cenário da animação Thor: Tales of Asgard.
- Asgard e Jotunheim aparecem no filme Thor da Marvel Studios de 2011.
- Asgard e Svartalfheim aparecem no filme Thor: O Mundo Sombrio de 2013.
- Asgard aparece no filme Thor: Ragnarok de 2017.
- Asgard aparece no filme Vingadores: Guerra Infinita de 2018, como um povo.

### Videogames
- Asgard aparece como cenário jogável em Marvel: Ultimate Alliance de 2006.
- Asgard aparece em Marvel Super Hero Squad de 2009.
- Asgard aparece em Thor: God of Thunder de 2011.
- Asgard aparece em Marvel vs. Capcom 3: Fate of Two Worlds de 2011.
- Asgard aparece em Marvel Super Hero Squad Online.
- Asgard aparece em Lego Marvel Super Heroes de 2013.